# Blood on My Hands
«Blood on My Hands» (Sangre en mis manos) es el primer sencillo de Artwork, el cuarto álbum de la banda de post hardcore estadounidense The Used, que salió a la venta el 30 de junio de 2009 por descarga de mp3 y por álbum de imagen.

## Listado de canciones
1. «Blood on My Hands»
2. «Blood on My Hands» (Instrumental)

## Vídeo musical
La premier del vídeo fue en la página oficial y en el Myspace oficial de la banda, empieza con Bert McCracken fumando un cigarro, con pedazos de periódico alrededor con noticias sobre un asesino en serie llamado The Caleidoscope Killer (El Asesino Caleidoscopio), luego él asesina al asesino, es trasladado a prisión, después su cabeza es cubierta por una manta negra, un sacerdote le dedica unas palabras y acaba siendo ahorcado, mientras que durante la canción se pasan partes de la banda tocando la canción.
Sin embargo el vídeo no tuvo mucho éxito en la cadena que lo exponía (MTV) 
Aunque obtuvo el puesto número 27 en el Hot Alternative Songs